# AIG
American International Group (или AIG) е американска застрахователна корпорация със седалище в Ню Йорк. Според класацията Forbes Global 2000 за 2007 г. тя е на шесто място в света.
Сред активите ѝ се отличават няколко от големите световни компании за отдаване под наем на пътнически самолети и презокеански лайнери. Основен спонсор на футболния клуб „Манчестър Юнайтед“ от 2006 до 2010 г. От май 2007 г. е собственик и на Българската телекомуникационна компания и мобилния оператор Vivacom.